# Trisetum inaequale
Trisetum inaequale là một loài thực vật có hoa trong họ Hòa thảo. Loài này được Whitney miêu tả khoa học đầu tiên năm 1937.